# Kolonáda v Luhačovicích
Kolonáda nacházející se v lázeňském městě Luhačovice ve Zlínském kraji pochází z 40. let 20. století. Jedná se o podlouhlou modernistickou kolonádu, skládající se ze tří částí. Hlavním bodem je hala Vincentka, vysoký otevřený prostor s proskleným stropem a průčelím, který doplňují dvě řady sloupů z umělého mramoru. Nalevo od této haly stojí malá Malá kolonáda, napravo Velká kolonáda s bývalým pramenem Amandka.
Jde o českou kulturní památku, za kterou byla prohlášena v roce 2005; ročně ji navštíví přibližně milion lidí.
Naproti kolonádě se nachází Společenský dům z roku 1935 od architekta Františka Roitha, Jurkovičův dům z roku 1902 a kousek opodál stojí také Smetanův dům od Emila Králíka.

## Historie
Budova byla navržena brněnským architektem Oskarem Pořískou ve stylu modernismu, vítězný návrh vzešel z architektonické soutěže. Zadání bylo scelit centrální část lázní lineárně řazeným souborem staveb. Realizace proběhla v letech 1947 až 1951. Jde o jednu z posledních staveb v duchu moderní architektury v první polovině 20. století – v roce 1948 totiž v Československu nastal převrat a následně byl v architektuře prosazován socialistický realismus.

### Rekonstrukce

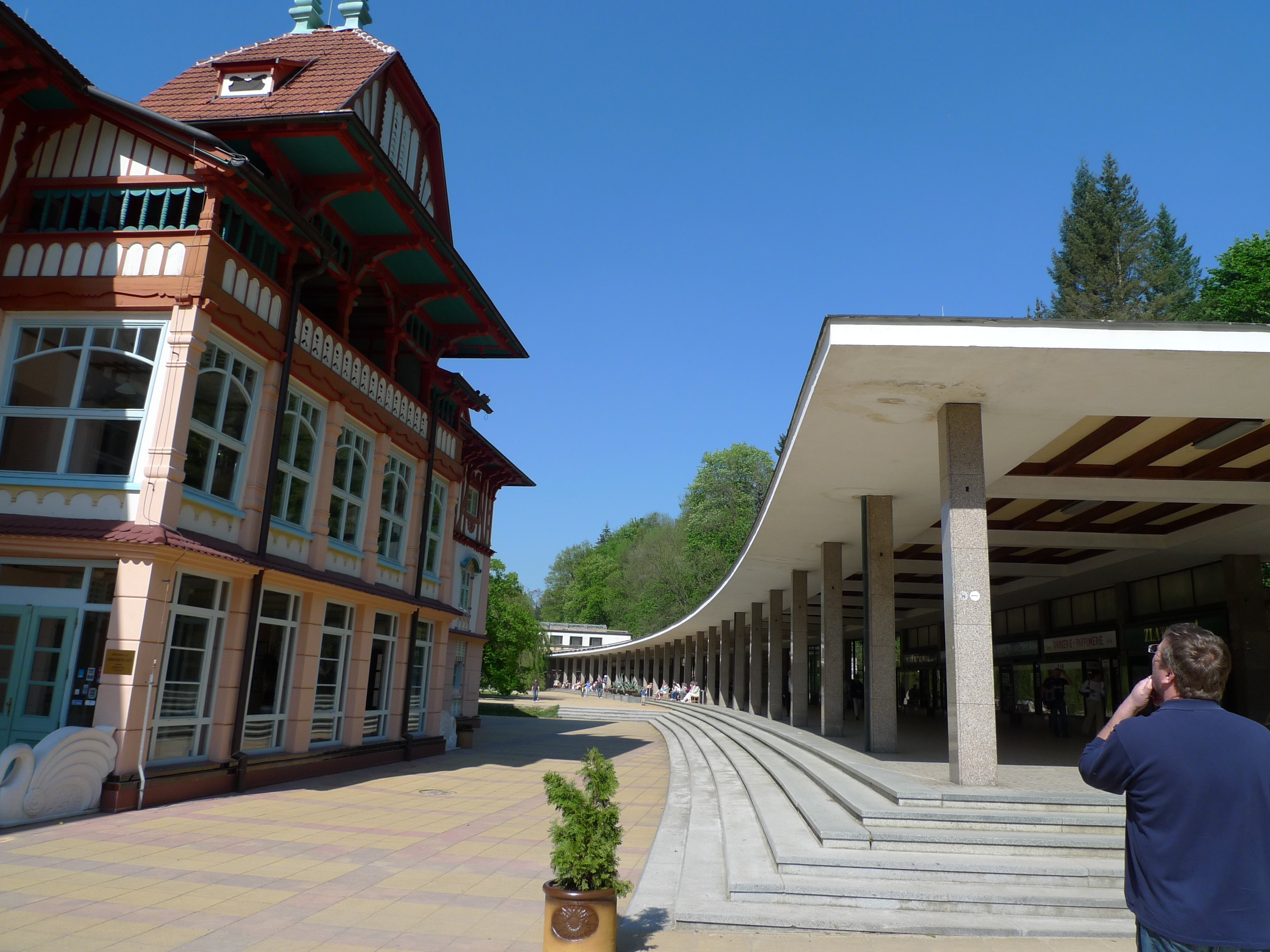
Velká kolonáda luhačovické kolonády napravo, nalevo Jurkovičův dům

V listopadu 2019 byla dokončena velká rekonstrukce kolonády. Ta stavbě v zanedbaném stavu navrátila původní podobu, odstranila časem naakumulované nánosy (např. vizuální smog). Rekonstrukce probíhala pod vedením architektky Mirky Chmelařové z projekční společnosti S-projekt plus. Kde nebyla možná obnova původních prvků, došlo k výrobě nákladných replik. Byla vyrobena například replika keramické mozaiky podlahy celé kolonády, jenž má přibližně 1600 metrů čtverečních. Vznikly zde nové kavárny, které mají jednotný vizuální styl.
Rekonstrukce stála 115 milionů korun a byla z většiny placena z fondů Evropské unie.

## Popis
Kolonáda je dlouhá 126 metrů, šířka je 9,8 m, výška 4,2 m. Hala Vincentka má délku 26 metrů, šířku 15 m, výšku 8 m.